# Treibscheibenwinde

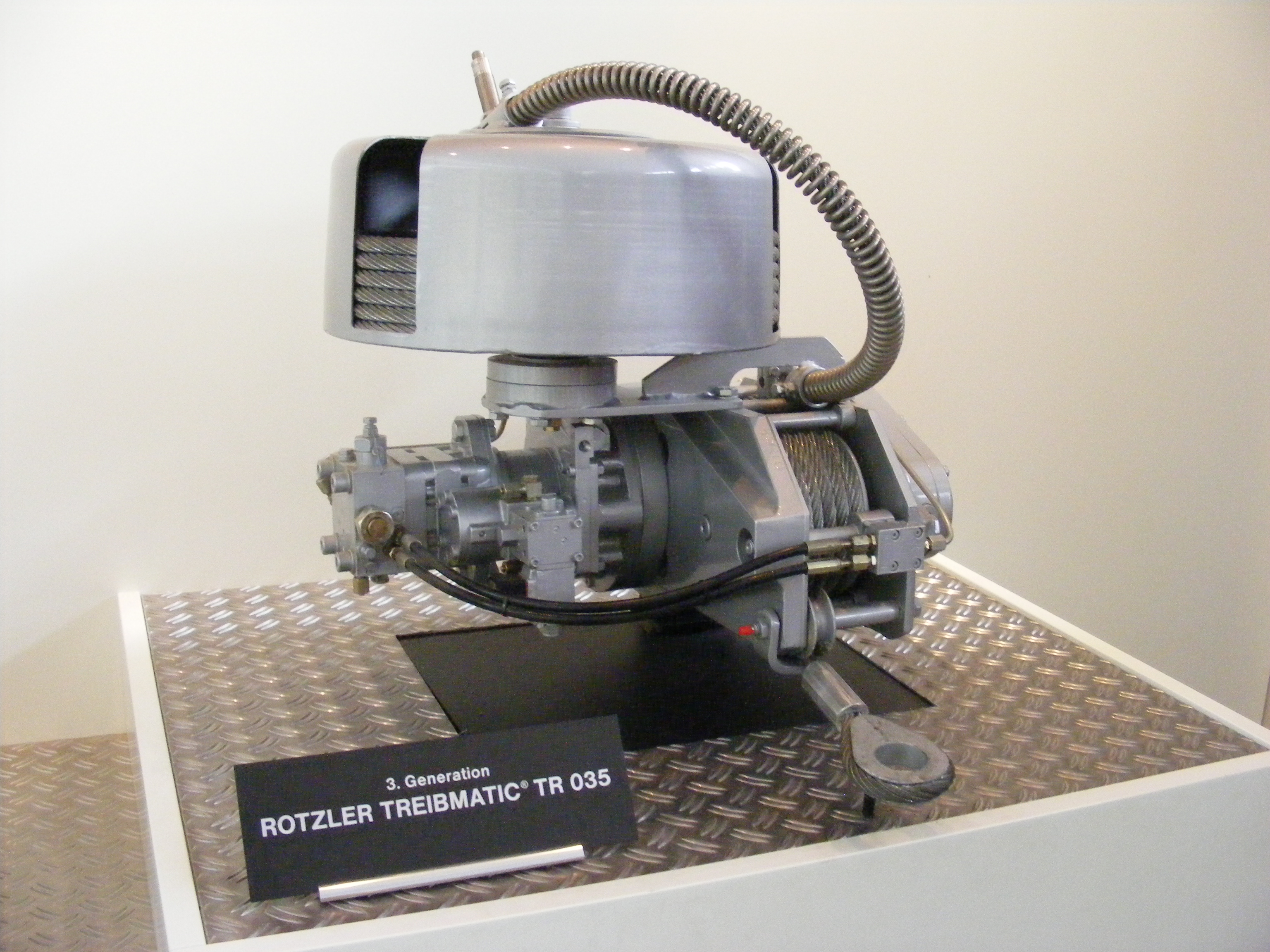
Treibscheibenwinde

Eine Treibscheibenwinde (und veraltet Spillwinde, gebildet zu das Spill oder die Spille) ist eine Sonderbauform der Seilwinde.
Bei einer Seilwinde entsteht die Zugkraft beim Aufwickelvorgang direkt auf der Seiltrommel mit der fortlaufenden Hebelwirkung des Trommelumfangs auf das einlaufende Seil. 
Eine Treibscheibenwinde hat demgegenüber zwei hintereinander angeordnete mehrrillige Treibscheiben, über die das Seil einlagig und dann in eine separate Seilspeichertrommel läuft. Die Treibscheiben mit dem umlaufenden Seil sind gegeneinander verspannt. Werden die Treibscheiben angetrieben, entsteht durch die Verspannung eine Reibungskraft, die das Seil befördert. 
Die Einbaumöglichkeiten dieser Bauweise sind etwas vielseitiger als bei der Seilwinde, da die getrennten Komponenten leichter in einen Fahrzeugrahmen eingebaut werden können. Die Leistung einer Treibscheibenwinde kann, wie bei jeder anderen Winde, durch Umlenkrollen erhöht werden. Nachteilig ist, dass diese Zugeinrichtung beim Auszug des Seiles keinen Leerlaufbetrieb ermöglicht. 